# Identifikator pravnih subjektov
Identifikator pravnih subjektov (angleško Legal Entity Identifier, kratica LEI) je edinstvena 20-mestna koda, ki se dodeljuje po standardu ISO 17442. LEI omogoča enolično identifikacijo pravnih subjektov ter zagotavlja večjo preglednost na trgu. Globalna uporaba in stalen nadzor kakovosti je jamstvo za kakovostne, zanesljive in primerljive referenčne podatke, ki jih vsebuje LEI.
Zaradi navedenih prednosti več regulatornih in nadzornih organov od zavezancev za poročanje zahteva pridobitev kode LEI, saj omogoča oblikovanje skladne, smotrne in učinkovite nadzorniške prakse.
AJPES je akreditirani izdajatelj LEI za upravičene družbe, ustanovljene v Sloveniji, Srbiji, Severni Makedoniji, Črni gori, Bosni in Hercegovini ter na Hrvaškem in Kosovu.